# Hofanlage Hiddigwarder Straße 31
Die Hofanlage Hiddigwarder Straße 31 in Berne-Hiddigwarden an der Ollen stammt aus dem 19. Jahrhundert.
Aktuell (2023) wird sie wohl landwirtschaftlich genutzt.
Die Gebäude stehen unter Denkmalschutz (siehe auch Liste der Baudenkmale in Berne).

## Beschreibung
Im Kern des Dorfes stehen sechs nebeneinanderliegende Hofanlagen. Die Hofanlage Hiddigwarder Straße 31 mit altem Baumbestand besteht aus:
- dem eingeschossigen giebelständigen massiven verklinkerten Wohn- und Wirtschaftsgebäude aus der ersten Hälfte des 19. Jahrhunderts als Zweiständer-Hallenhaus mit reetgedecktem Krüppelwalmdach, Niedersachsengiebel mit Uhlenloch und Grooter Door mit Korbbogen,[2]
  - dem jüngeren querstehenden massiven Wohnhaus als Anbau am Wohnteil des Haupthauses,
- der eingeschossigen giebelständigen Scheune aus der Mitte des 19. Jahrhunderts in Fachwerk in Ankerbalkenkonstruktion, teils mit Steinausfachungen, teils verbohlt, sowie mit Walmdach, Niedersachsengiebel und Querdurchfahrt,[3]
- einem eingeschossigen Nebengebäude mit Satteldach
- sowie weiteren nicht denkmalgeschützten Nebenanlagen.

Das Landesdenkmalamt befand: „… geschichtliche Bedeutung … als beispielhafte Gruppe von Hofanlagen mit Nebengebäuden und Heuerhäusern … .“